# Listrocerum apiceniger
Listrocerum apiceniger là một loài bọ cánh cứng trong họ Cerambycidae.